# Iso Sääksjärvi
Iso Sääksjärvi är en sjö i kommunen Kuhmois i landskapet Mellersta Finland i Finland. Sjön ligger 123 meter över havet. Arean är 1,19 kvadratkilometer och strandlinjen är 9,64 kilometer lång. Sjön  ingår i Kymmene älvs huvudavrinningsområde.   Den ligger omkring 71 kilometer söder om Jyväskylä och omkring 160 kilometer norr om Helsingfors. 